# Papirus 76
Papirus 76 (według numeracji Gregory-Aland), oznaczany symbolem {\displaystyle {\mathfrak {P}}^{76}} – grecki rękopis Nowego Testamentu, spisany w formie kodeksu na papirusie. Paleograficznie datowany jest na VI wiek. Zawiera fragmenty Ewangelii Jana.

## Opis
Zachowały się tylko fragmenty Ewangelii Jana (4,9.12).

## Tekst
Tekst grecki kodeksu reprezentuje mieszaną tradycję tekstualną. Kurt Aland zaklasyfikował go do kategorii III.

## Historia
Tekst rękopisu opublikowany został przez Herberta Hunger w 1959 roku. Aland umieścił go na liście rękopisów Nowego Testamentu, w grupie papirusów, dając mu numer 76.
Rękopis datowany jest przez INTF na VI wiek.
Jest cytowany w krytycznych wydaniach Nowego Testamentu (NA27, UBS4).
Obecnie przechowywany jest w bibliotece Austriacka Biblioteka Narodowa (Pap. Vindob. G. 36102) w Wiedniu.